# Kabinett Năstase

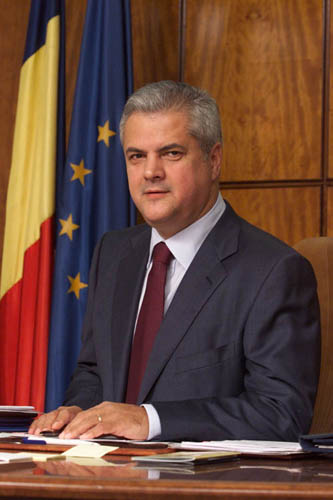
Adrian Năstase war zwischen 2000 und 2004 Ministerpräsident Rumäniens.

Das Kabinett Năstase wurde in Rumänien am 28. Dezember 2000 von Ministerpräsident Adrian Năstase gebildet. Dem Kabinett gehörten Vertreter des Wahlbündnisses Polul Democrat-Social din România an, das aus PDSR, PSDR und PUR bestand. Vier Jahre später wurde das Kabinett am 28. Dezember 2004 vom Kabinett Tăriceanu I abgelöst.

## Regierungspolitik und Wahlen

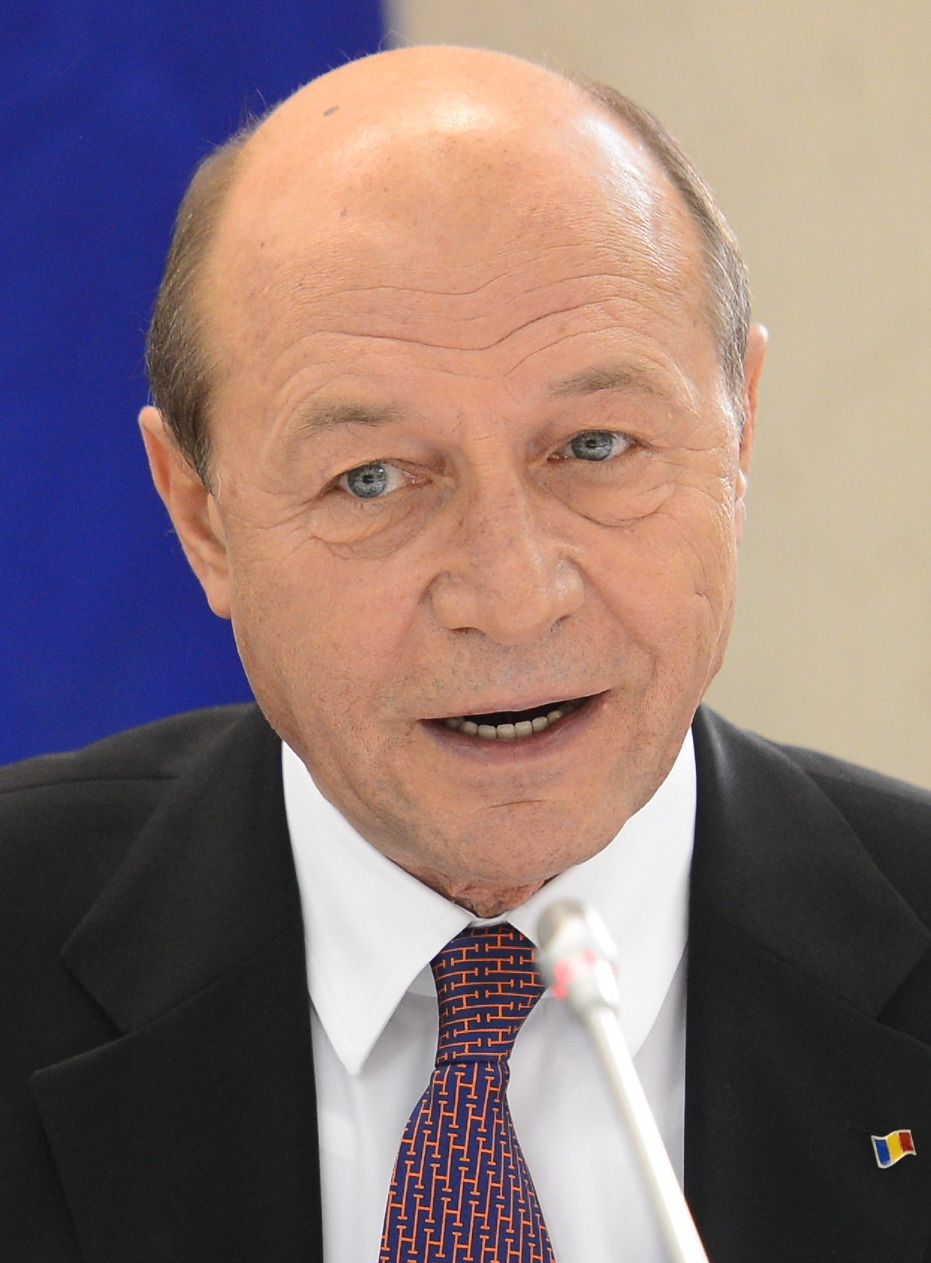
Traian Băsescu wurde 2004 Staatspräsidenten gewählt.

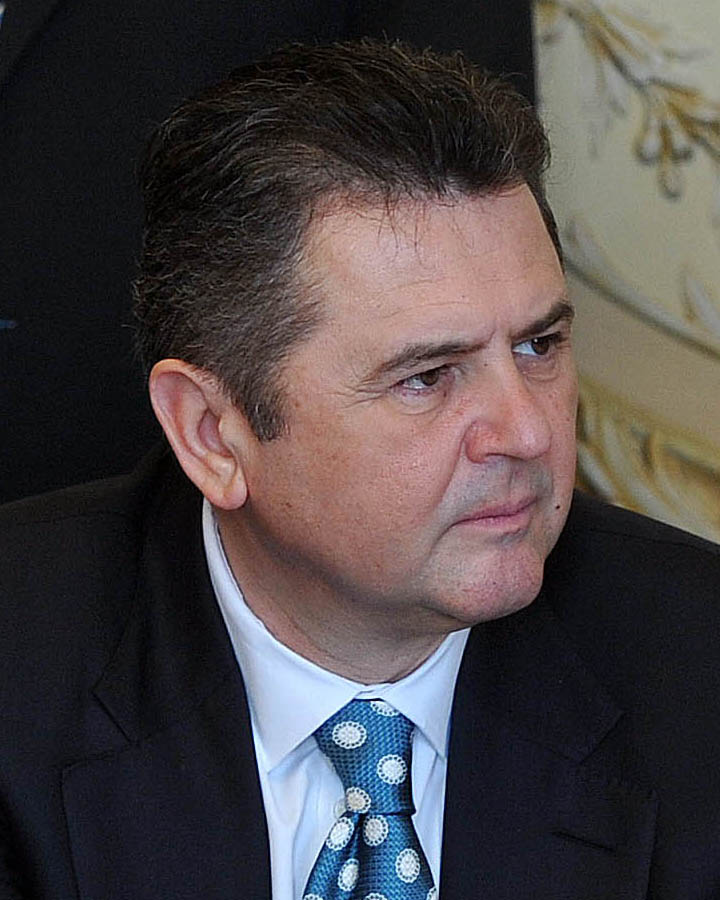
Eugen Bejinariu fungierte vom 21. bis zum 28. Dezember 2004 als kommissarischer Ministerpräsident.

Bei der der vorausgegangenen Parlamentswahl am 26. November 2000 erlitt die bisherige Regierungskoalition eine katastrophale Niederlage, während das postkommunistische Wahlbündnis Polul Democrat-Social din România mit 3.968.464 Stimmen (36,6 Prozent) und 155 der 345 stärkste Kraft wurde. Deutlich zulegen konnte die rechtsextreme Partidul România Mare (PRM), die mit 2.112.027 Stimmen (19,5 Prozent) und 84 Sitzen zweitstärkste Kraft wurde. Die bisherigen Regierungsparteien Partidul Democrat (31 Mandate), Partidul Național Liberal (30 Sitze) und Demokratische Union der Ungarn in Rumänien (27 Mandate) zogen noch ins Parlament ein, während die Partidul Național Țărănesc Creștin Democrat mit dem neuen Wahlbündnis Convenția Democrată Română 2000 nicht mehr in der Abgeordnetenkammer vertreten war. Am 28. Dezember wurde Adrian Năstase als Ministerpräsident vereidigt. Zu seinem Kabinett gehören Mircea Geoană als Außenminister, Ioan Mircea Pașcu als Verteidigungsminister, Mihai Tănăsescu als Finanzminister und Ioan Rus als Innenminister.
Am 7. Februar 2001 trat das seit Jahren umstrittene Gesetz zur Rückgabe von Immobilien, die unter der kommunistischen Herrschaft enteignet wurden, in Kraft. Am 21. Dezember 2001 überstand Ministerpräsident Năstase ein Misstrauensvotum im Parlament mit 283 zu 178 Stimmen. Am 12. Februar 2003 befürworteten beide Häuser des Parlaments eine Beteiligung an einer Militäraktion gegen den Irak der „Koalition der Willigen“, zu der Rumänien ab Juli 278 Soldaten entsendete. In einer Volksabstimmung billigten die Wähler am 18./19. September 2003 mit 89,7 Prozent der Stimmen umfangreiche Verfassungsänderungen zur Anpassung der Rechtsnormen an die Europäische Union (EU). Mit der Hinterlegung der Beitrittsurkunde in Washington, D.C. wurde am 29. März 2004 die Mitgliedschaft in der NATO wirksam. Am 13. Juni 2004 trat Innenminister Ioan Rus zurück, woraufhin Marian-Florian Săniuta am 15. Juni 2004 als neuer Innenminister vereidigt wurde.
Die Parlamentswahl am 28. November 2004 brach die Vorherrschaft der seit 15 Jahren fast ohne Unterbrechung postsozialistischen Parteien. Stärkste Kraft wurde die Uniunea Națională PSD+PUR, zu der die Partidul Social Democrat und die Partidul Conservator gehörten, mit 3.730.352 Stimmen (36,6 Prozent) und 132 der 332 Mandate, während die Alianţa Dreptate şi Adevăr aus PNL und PD mit 3.191.546 Stimmen (31,3 Prozent) sowie 112 Sitze zweitstärkste Gruppierung wurde. Die Partidul România Mare (PMR) wurde mit 1.316.751 Stimmen (12,9 Prozent) und 48 Mandaten zwar wieder drittstärkste Fraktion, verlor aber 6,6 Prozentpunkte und 36 Sitze. Neben der Demokratischen Union der Ungarn in Rumänien mit 628.125 Wählerstimmen (6,2 Prozent) und 22 Sitze gehörten noch 18 Abgeordnete als Vertreter der Minderheiten der Abgeordnetenkammer als Mitglieder an. Bei der gleichzeitigen Präsidentschaftswahlen erhält Ministerpräsident Năstase von der Sozialdemokratischen Partei (PSD) im ersten Wahlgang 40,9 Prozent der Stimmen, Traian Băsescu von der Demokratischen Partei (PD) 33,9 Prozent, Corneliu Vadim Tudor von der Partei Großrumäniens (PRM) 12,6 Prozent und Béla Markó von der Ungarischen Demokratischen Union (UDMR) 5,1 Prozent.
In der Präsidentschaftsstichwahl wurde Traian Băsescu mit 51,2 Prozent der Stimmen gewählt, während Ministerpräsident Adrian Năstase 48,8 Prozent erhielt. Basescu trat sein Amt als Staatspräsident am 20. Dezember an. Am darauf folgenden 21. Dezember 2004 trat Năstase als Ministerpräsident zurück und der Minister für Koordinierung des Generalsekretariats der Regierung Eugen Bejinariu wurde daraufhin kommissarischer Ministerpräsident. Am 22. Dezember 2004 ernannte Băsescu mit Călin Popescu-Tăriceanu einen neuen Ministerpräsidenten. Am 26. Dezember 2004 stellte Popescu-Tăriceanu sein erstes Kabinett vor, dem Mihai Răzvan Ungureanu als Außenminister, Teodor Atanasiu als Verteidigungsminister, Ionuț Popescu als Finanzminister und Vasile Blaga als Innenminister angehören. Das Parlament bestätigte die neue Regierung am 28. Dezember mit 265 zu 200 Stimmen, die daraufhin am 29. Dezember 2004 vereidigt wurde.

## Kabinettsmitglieder
| Amt | Amtsinhaber                                                                   | Beginn der Amtszeit                                                | Ende der Amtszeit                                                  |
| --- | ----------------------------------------------------------------------------- | ------------------------------------------------------------------ | ------------------------------------------------------------------ |
| Ministerpräsident | Adrian Năstase Eugen Bejinariu (kommissarisch)                                | 28. Dezember 2000 21. Dezember 2004                                | 21. Dezember 2004 28. Dezember 2004                                |
| Innenminister 19. Juni 2003: Minister für Verwaltung und Inneres 11. März 2004: Staatsminister für Sozialfragen, Minister für Verwaltung und Inneres                                                 | Ioan Rus Marian-Florian Săniuta                                               | 28. Dezember 2000 15. Juni 2004                                    | 15. Juni 2004 28. Dezember 2004                                    |
| Minister für Industrie und Ressourcen 19. Juni 2003 Minister für Wirtschaft und Handel 11. März 2004 Staatsminister für Wirtschaft, Minister für Wirtschaft und Handel                               | Dan-Ioan Popescu                                                              | 28. Dezember 2000                                                  | 28. Dezember 2004                                                  |
| Delegierter Minister für Handel | Eugen Dijmărescu Vasile Radu                                                  | 19. Juni 2003 11. Oktober 2004                                     | 11. Oktober 2004 28. Dezember 2004                                 |
| Staatsminister für die Koordinierung der Aktivitäten in den Bereichen Landesverteidigung, europäische Integration und Justiz                                                                         | Ioan Talpeș                                                                   | 11. März 2004                                                      | 28. Dezember 2004                                                  |
| Außenminister | Mircea Geoană                                                                 | 28. Dezember 2000                                                  | 28. Dezember 2004                                                  |
| Ministerin für europäische Integration | Hildegard-Carola Puwak Vasile Pușcaș (kommissarisch) Alexandru Fărcaș         | 28. Dezember 2000 20. Oktober 2003                                 | 20. Oktober 2003 27. November 2003 28. Dezember 2004               |
| Delegierter Minister, Chefunterhändler bei der Europäischen Union | Vasile Pușcaș                                                                 | 28. Dezember 2000                                                  | 28. Dezember 2004                                                  |
| Minister für öffentliche Finanzen | Mihai-Nicolae Tănăsescu                                                       | 28. Dezember 2000                                                  | 28. Dezember 2004                                                  |
| Justizminister | Rodica-Mihaela Stănoiu Cristian Diaconescu                                    | 28. Dezember 2000 10. März 2004                                    | 10. März 2004 28. Dezember 2004                                    |
| Minister für nationale Verteidigung | Ioan-Mircea Pașcu                                                             | 28. Dezember 2000                                                  | 28. Dezember 2004                                                  |
| Minister für Arbeit und soziale Solidarität 19. Juni 2003: Minister für Arbeit, soziale Solidarität und Familie                                                                                      | Marian Sârbu Elena Dumitru Dan-Mircea Popescu                                 | 28. Dezember 2000 19. Juni 2003 14. Juli 2004                      | 19. Juni 2003 14. Juli 2004 28. Dezember 2004                      |
| Delegierter Minister für die Beziehungen zu den Sozialpartnern | Marian Sârbu Bogdan Niculescu-Duvăz                                           | 19. Juni 2003 14. Juli 2004                                        | 14. Juli 2004 28. Dezember 2004                                    |
| Minister für Wasser- und Umweltschutz 11. März 2004: Minister für Umwelt und Wasserwirtschaft | Aurel-Constantin Ilie Petru Lificiu Speranța-Maria Ianculescu                 | 28. Dezember 2000 17. Januar 2002 11. März 2004                    | 17. Januar 2002 19. Juni 2003 28. Dezember 2004                    |
| Minister für Landwirtschaft, Ernährung und Wälder 19. Juni 2003: Minister für Landwirtschaft, Wälder, Wasser und Umwelt 11. März 2004: Minister für Landwirtschaft, Wälder und ländliche Entwicklung | Ilie Sârbu Petre Daea                                                         | 28. Dezember 2000 14. Juli 2004                                    | 14. Juli 2004 28. Dezember 2004                                    |
| Minister für öffentliche Arbeiten, Verkehr und Wohnungswesen 19. Juni 2003: Minister für Verkehr, Bau und Tourismus                                                                                  | Miron-Tudor Mitrea                                                            | 28. Dezember 2000                                                  | 28. Dezember 2004                                                  |
| Minister für Tourismus | Matei-Agathon Dan                                                             | 28. Dezember 2000                                                  | 19. Juni 2003                                                      |
| Minister für Bildung und Forschung 19. Juni 2003 bis 11. März 2004: Minister für Bildung, Forschung und Jugend                                                                                       | Ecaterina Andronescu Alexandru Athanasiu                                      | 28. Dezember 2000 19. Juni 2003                                    | 19. Juni 2003 28. Dezember 2004                                    |
| Delegierter Minister für Forschungstätigkeit | Şerban-Constantin Valeca                                                      | 28. Dezember 2000                                                  | 19. Juni 2003                                                      |
| Minister für Gesundheit und Familie 19. Juni 2003: Gesundheitsminister | Daniela Bartoș Mircea Beuran Ionel Blănculescu (kommissarisch) Ovidiu Brânzan | 28. Dezember 2000 19. Juni 2003 20. Oktober 2003 27. November 2003 | 19. Juni 2003 20. Oktober 2003 27. November 2003 28. Dezember 2004 |
| Minister für Kultur und Kulte | Răzvan-Emil Theodorescu                                                       | 28. Dezember 2000                                                  | 28. Dezember 2004                                                  |
| Minister für kleine und mittlere Unternehmen und Zusammenarbeit | Silvia Ciornei                                                                | 28. Dezember 2000                                                  | 19. Juni 2003                                                      |
| Minister für Jugend und Sport | Georgiu Gingaraș                                                              | 28. Dezember 2000                                                  | 19. Juni 2003                                                      |
| Minister für öffentliche Verwaltung 19. Juni 2003 Delegierter Minister für öffentliche Verwaltung | Octav Cozmâncă Gabriel Oprea Gheorghe Emacu                                   | 28. Dezember 2000 19. Juni 2003 14. Juli 2004                      | 19. Juni 2003 14. Juli 2004 28. Dezember 2004                      |
| Minister für öffentliche Information | Vasile Dâncu                                                                  | 28. Dezember 2000                                                  | 19. Juni 2003                                                      |
| Minister für Kommunikation und Informationstechnologie | Dan Nica Adriana Țicău                                                        | 28. Dezember 2000 14. Juli 2004                                    | 14. Juli 2004 28. Dezember 2004                                    |
| Minister für Koordinierung des Generalsekretariats der Regierung | Petru Șerban Mihăilescu Eugen Bejinariu                                       | 28. Dezember 2000 20. Oktober 2003                                 | 20. Oktober 2003 28. Dezember 2004                                 |
| Minister für die Beziehungen zum Parlament 19. Juni 2003: Delegierter Minister für die Beziehungen zum Parlament                                                                                     | Acsinte Gaspar Şerban Nicolae                                                 | 28. Dezember 2000 8. Juni 2004                                     | 8. Juni 2004 28. Dezember 2004                                     |
| Delegierter Minister für die Behörde für Privatisierung und Verwaltung staatlicher Beteiligungen | Ovidiu-Tiberiu Mușetescu                                                      | 28. Dezember 2000                                                  | 19. Juni 2003                                                      |
| Delegierter Minister für die Koordinierung der Kontrollbehörden | Ionel Blănculescu                                                             | 19. Juni 2003                                                      | 28. Dezember 2004                                                  |
| Delegierter Minister für die Kontrolle der Umsetzung von Programmen mit internationaler Finanzierung und die Überwachung der Anwendung des gemeinschaftlichen Besitzstands                           | Victor Ponta                                                                  | 11. März 2004                                                      | 28. Dezember 2004                                                  |